# Red Hat Linux
Red Hat Linux (afgekort RHL) was een van de populairste Linuxdistributies, gemaakt door Red Hat. De eerste versie, 1.0, werd uitgegeven op 3 november 1994. Het was een van de oudste distributies. Slackware is echter ouder. Het was de eerste Linuxdistributie die gebruikmaakte van het RPM-pakketformaat en werd gaandeweg het startpunt voor enkele andere distributies, zoals de desktopgeoriënteerde Mandriva Linux (oorspronkelijk Red Hat Linux met KDE), Yellow Dog Linux (welke begon als Red Hat Linux met PowerPC-ondersteuning) en ASPLinux (Red Hat Linux met betere ondersteuning voor niet-Latijnse letters).
Sinds 2003 geeft Red Hat geen nieuwe versies van Red Hat Linux meer uit. Het bedrijf richt zich nu op de zakelijke markt met zijn nieuwe Red Hat Enterprise Linux. Red Hat Linux 9, de laatste versie, werd officieel 30 april 2004 voor het laatst uitgegeven. Het Fedora Legacy-project geeft echter nog steeds updates uit.

## Markt
Red Hat Linux was bedoeld als besturingssysteem voor serveromgevingen. Het was ook populair onder bedrijven met veel workstations omdat de ingebouwde installatiescripttaal "kickstart" snelle installatie mogelijk maakte. Vanaf versie 8.0 richtte Red Hat zich ook op de zakelijke desktopmarkt.

## Karakteristieken
Red Hat Linux werd geïnstalleerd door middel van een grafische installer, genaamd "Anaconda", bedoeld voor beginners. Ook was er een ingebouwde firewall aanwezig, "Lokkit" genoemd.
Vanaf Red Hat Linux 8.0 was UTF-8 standaard aangezet als tekst-encoding. Dit had weinig effect op de Engelse gebruikers, maar zorgde voor een makkelijkere internationalisatie en ondersteuning van meerdere talen, inclusief ideografische en complexe schriften. Echter, niet iedereen was hier blij mee omdat sommige oude systemen gebaseerd op ISO-8859 dit niet aan konden.
Versie 8.0 was ook de eerste versie die het desktopthema "bluecurve" bevatte.
Red Hat Linux miste veel functies door mogelijke problemen met copyright en patenten. Bijvoorbeeld: de MP3-ondersteuning is uit zowel Rhythmbox als XMMS gehaald; in plaats daarvan beval Red Hat aan het patentvrije formaat Ogg Vorbis te gebruiken. MP3-ondersteuning kan achteraf worden geïnstalleerd, al zijn daar soms royalty's voor vereist. NTFS-ondersteuning ontbreekt ook, deze kan ook achteraf geïnstalleerd worden.

## Versiegeschiedenis
Versienamen zijn zo gekozen dat de naam gerelateerd is aan de versie die eraan voorafging, maar niet op dezelfde manier als de versie die daar weer aan voorafging.
- 1.0 (Mother's Day), 12 november 1994
- 1.1 (Mother's Day+0.1), 1 augustus 1995
- 2.0, 20 september 1995
- 2.1, 23 november 1995
- 3.0.3 (Picasso), 1 mei 1996 - eerste versie die DEC Alpha ondersteunt
- 4.0 (Colgate), 8 oktober 1996 - eerste versie met Sparc-ondersteuning
- 4.1 (Vanderbilt), 3 februari 1997
- 4.2 (Biltmore), 19 mei 1997
- 5.0 (Hurricane), 1 december 1997
- 5.1 (Manhattan), 22 mei 1998
- 5.2 (Apollo), 2 november 1998
- 6.0 (Hedwig), 26 april 1999
- 6.1 (Cartman), 4 oktober 1999
- 6.2 (Zoot), 3 april 2000
- 7.0 (Guinness), 25 september 2000
- 7.1 (Seawolf), 16 april 2001
- 7.2 (Enigma), 22 oktober 2001
- 7.3 (Valhalla), 6 mei 2002
- 8.0 (Psyche), 30 september 2002
- 9 (Shrike), 31 maart 2003 (deze versie is gelabeld "9", niet "9.0")